# Neurochaetidae
Neurochaetidae är en familj av tvåvingar. Neurochaetidae ingår i ordningen tvåvingar, klassen egentliga insekter, fylumet leddjur och riket djur. Enligt Catalogue of Life omfattar familjen Neurochaetidae 20 arter. 
Kladogram enligt Catalogue of Life:
| Neurochaetidae | \| \| Neurochaeta \| \| \| \| \| \| Nothoasteia \| \| \| \| |
|                | \| \| Neurochaeta \| \| \| \| \| \| Nothoasteia \| \| \| \| |
|                | Neurochaeta                                                 |
|                |                                                             |
|                | Nothoasteia                                                 |
|                |                                                             |

## Bildgalleri